# Liste von Persönlichkeiten der Stadt Senftenberg
Diese Liste enthält Persönlichkeiten, die mit der südbrandenburgischen Mittelstadt Senftenberg im Landkreis Oberspreewald-Lausitz in Verbindung stehen. Die Liste erhebt keinen Anspruch auf Vollständigkeit. Aufgrund des Senftenberger Theaters (bis 1990 Theater der Bergarbeiter danach Neue Bühne Senftenberg), das 1946 gegründet wurde und vielen Darstellern als Sprungbrett diente, sind verhältnismäßig viele Schauspieler aufgeführt.

## In Senftenberg geborene Personen
Personen, die in den Senftenberger Ortsteilen geboren wurden, als diese noch eigenständig waren, sind in der nachfolgenden Tabelle aufgeführt.
| Name                                | geb.            | in          | gest. | in                     | Anmerkung | Bild                                |
| ----------------------------------- | --------------- | ----------- | ----- | ---------------------- | --- | ----------------------------------- |
| Wolf Appel                          | 1942            | Senftenberg | 1999  | Bern                   | Opernsänger (Tenor) |                                     |
| Heinz-Werner Baer                   | 1927            | Senftenberg | 2009  | Rostock                | Pädagoge und Naturwissenschaftler |                                     |
| Karl Wilhelm von Bormann            | 1796            | Senftenberg | 1874  | Belgien                | belgischer General |                                     |
| Hansjürgen Brachmann                | 1938            | Senftenberg | 1998  |                        | Mittelalterarchäologe |                                     |
| Charlotte Eppinger                  | 1915            | Brieske     | 1971  |                        | Politikerin (SED), Außenhandelsfunktionärin und Diplomatin der DDR |                                     |
| Gerhard Elsner                      | 1930            | Senftenberg | 2017  | München                | Maler und Graphiker |                                     |
| Horst Franke                        | 1929            | Brieske     | 2006  |                        | Fußballspieler beim SC Aktivist Brieske-Senftenberg, Nationalspieler der DDR | Horst Franke                        |
| Hans-Rüdiger Groß                   | 1953            | Senftenberg | 2025  |                        | Radsportler |                                     |
| Wilhelm Harun-el-Raschid-Hintersatz | 1886            | Senftenberg | 1963  | Lübeck                 | Offizier, SS-Standartenführer | Wilhelm Harun-el-Raschid-Hintersatz |
| Dietmar Herz                        | 1938            | Senftenberg |       |                        | Fregattenkapitän der Volksmarine der DDR, Kulturwissenschaftler und Heimatforscher | Dietmar Herz                        |
| Ingo Hofmann                        | 1943            | Senftenberg |       |                        | Physiker und Menschenrechtsaktivist |                                     |
| Detlef Kaiser                       | 1955            | Senftenberg |       |                        | Konzertpianist und Hochschullehrer |                                     |
| Kurt Kirchbach                      | 1891            | Senftenberg | 1967  | Freiburg im Breisgau   | Unternehmer, Erfinder und Kunstsammler |                                     |
| Hermann Kuhnt                       | 1850            | Senftenberg | 1925  |                        | Augenarzt, Wissenschaftler |                                     |
| Siegfried Loyda                     | 1921            | Senftenberg | 2008  |                        | Schauspieler und Ansager |                                     |
| Gerhard Lukas                       | 1914            | Sedlitz     | 1998  | Halle an der Saale     | Historiker und Sportwissenschaftler |                                     |
| Jakob Meiland                       | 1542            | Senftenberg | 1577  | Hechingen              | Komponist, einer der ersten deutschen Tonsetzer, bei dem venezianische Einflüsse in den Kompositionen nachweisbar sind                                                                                     | Jakob Meiland                       |
| Johann Gottfried Michaelis          | 1676            | Senftenberg | 1754  | Dresden                | sächsischer Hofopticus und Kirchner |                                     |
| Otto Mingau                         | 1867            | Senftenberg | 1955  | Senftenberg            | Museumsdirektor in Senftenberg |                                     |
| Horst Mönnich                       | 1918            | Senftenberg | 2014  | Breitbrunn am Chiemsee | Schriftsteller |                                     |
| Kurt Natusch                        | 1921            | Senftenberg | 2008  | Senftenberg            | Ehrenbürger Senftenbergs Leiter des Senftenberger Musiktheaters |                                     |
| Reinhard Orczewski                  | 1938            | Senftenberg |       |                        | Politiker (CDU) |                                     |
| Hans-Joachim Pathus                 | 1936            | Senftenberg |       |                        | Leichtathlet und Trainer (Bundestrainer für das Gehen) |                                     |
| Joachim Sauer                       | 1949            | Hosena      |       |                        | Professor für physikalische und theoretische Chemie an der Humboldt-Universität zu Berlin, Ehemann von Bundeskanzlerin Angela Merkel, besuchte die Erweiterte Oberschule „Walther Rathenau“ in Senftenberg | Joachim Sauer                       |
| Dieter Stobernack                   | 1950            | Senftenberg |       |                        | Fußballspieler |                                     |
| Abraham Schaedius                   | 1566            | Senftenberg | 1626  | Finsterwalde           | Philologe und Schulmann |                                     |
| Christine Strube                    | 1943            | Senftenberg |       |                        | christliche Archäologin |                                     |
| Peter Thomäus                       | 16. Jahrhundert | Senftenberg | 1588  | Meißen                 | Professor, 1550 Rektor der Universität Leipzig |                                     |
| Wolfgang Utzt                       | 1941            | Senftenberg | 2020  | Frankfurt an der Oder  | Maskenbildner |                                     |
| Wolfgang Wache                      | 1949            | Senftenberg |       |                        | Schriftsteller, Kulturpädagoge |                                     |
| Robert Weiß                         | 1946            | Senftenberg |       |                        | Politikwissenschaftler |                                     |
| Günther Wendt                       | 1908            | Senftenberg | 1971  | Senftenberg            | Maler und Grafiker |                                     |
| Petra Wiesner-Holtzmann             | 1956            | Senftenberg |       |                        | Politikerin (CDU) |                                     |
| Herbert Windt                       | 1894            | Senftenberg | 1965  | Deisenhofen            | Komponist |                                     |

## Personen mit Verbindung zu Senftenberg
| Name                          | geb.    | in                        | gest. | in                               | Anmerkung | Bild                                               |
| ----------------------------- | ------- | ------------------------- | ----- | -------------------------------- | --- | -------------------------------------------------- |
| Doris Abeßer                  | 1935    | Berlin                    | 2016  |                                  | Schauspielerin, begann ihre Karriere 1956 am Theater der Bergarbeiter in Senftenberg, wo sie drei Jahre spielte | Doris Abeßer                                       |
| Daniel Anderson               |         | Jena                      |       |                                  | Oberspielleiter und auch Schauspieler am Theater der Bergarbeiter in Senftenberg |                                                    |
| Hermann Ascher                | 1844    | Minden                    | 1931  | Münster                          | Verwaltungsjurist und Präsident der Generalkommission für die Provinz Westfalen, 1871 Kreisrichter in Senftenberg |                                                    |
| Gerd Audehm                   | 1968    | Annahütte                 |       |                                  | Radrennfahrer, in Senftenberg aufgewachsen |                                                    |
| Sven Benken                   | 1970    |                           |       |                                  | Fußballspieler, spielte von 1989 bis 1994 beim FSV Glückauf Brieske-Senftenberg |                                                    |
| Johann Gottfried Bergmann     | 1795    | Reichenbach/O.L.          | 1831  | Dresden                          | königlich sächsischer Hofschauspieler und Opernsänger (Tenor); 1814 Kantor in Senftenberg |                                                    |
| Thomas Bischoff               | 1957    | Lützen                    |       |                                  | Theaterregisseur, seine erste Inszenierungen am Theater der Bergarbeiter in Senftenberg mit Stücken Heiner Müllers |                                                    |
| Annekathrin Bürger            | 1937    | Berlin                    |       |                                  | Schauspielerin, spielte am Theater der Bergarbeiter in Senftenberg |                                                    |
| Frank Castorf                 | 1951    | Berlin                    |       |                                  | Regisseur, von 1976 bis 1978 war er Dramaturg am Theater der Bergarbeiter in Senftenberg |                                                    |
| Jürgen Croy                   | 1946    | Zwickau                   |       |                                  | Fußball-Nationaltorwart der DDR, letzter Einsatz in der Nationalmannschaft am 19. Mai 1981 in Senftenberg beim 5:0-Sieg gegen Kuba |                                                    |
| Hans von Dehn-Rothfelser      | 1500    | Wittenberg                | 1561  | Dresden                          | Amtshauptmann von Senftenberg |                                                    |
| Daniela Döring                | 1966    | Annahütte                 |       |                                  | Ingenieurin, Professorin für Systemtechnik an der Brandenburgischen Technischen Universität Cottbus-Senftenberg; in Senftenberg aufgewachsen |                                                    |
| Wilhelm Dilich                | 1571    | Wabern oder Bad Wildungen | 1650  | Dresden                          | Ingenieur, Topograph in kursächsischen Diensten, fertigte 1628 die erste heute noch erhaltene Zeichnung Senftenbergs |                                                    |
| Kaspar Eichel                 | 1942    | Berlin                    |       |                                  | begann seine Schauspielkarriere 1963 nach dem Studium am Theater der Bergarbeiter, spielte hier für drei Spielzeiten |                                                    |
| Hans Fischer                  | 1920    |                           | 2003  |                                  | Altersturner, war als Trainer in Senftenberg und Lauchhammer tätig |                                                    |
| Werner Forkert                | 1940    | Neukirch/Lausitz          | 2008  | Senftenberg                      | Senftenberger Lehrer, Stadthistoriker |                                                    |
| Klaus Gendries                | 1930    | Stettin                   | 2023  | Berlin                           | Regisseur und Schauspieler, Schauspielengagement am Theater der Bergarbeiter in Senftenberg |                                                    |
| Sigrid Göhler                 | 1942    | Freiberg                  |       |                                  | Schauspielerin, spielte in den 1980er Jahren am Theater der Bergarbeiter in Senftenberg |                                                    |
| Sonja Goslicki                |         |                           |       |                                  | Schauspiel- und Operndramaturgin im Theater der Bergarbeiter in Senftenberg |                                                    |
| Antje Grauhan                 | 1930    | Berlin                    | 2010  | Lübeck-Travemünde                | Krankenschwester, Schulleiterin und Pflegewissenschaftlerin; verbrachte Kindheit in Senftenbeurg, Ausbildung am Knappschaftskrankenhaus |                                                    |
| Martina Gregor-Ness           | 1959    | Altdöbern                 |       |                                  | Politikerin, studierte 1980 bis 1983 an der Ingenieurschule für Bergbau und Energetik in Senftenberg Bergbautechnik/Tagebau beendete, seit 2003 Mitglied der Stadtverordnetenversammlung Senftenberg                                                                                    |                                                    |
| Lothar Haack                  | 1941    |                           |       |                                  | Fußballspieler beim SC Aktivist Brieske-Senftenberg, Nationalspieler der DDR |                                                    |
| Bernd-Dieter Hüge             | 1944    | Königsberg (Preußen)      | 2000  | Halle (Saale)                    | Schriftsteller, lebte und arbeitete von 1970 bis 1992 in Senftenberg |                                                    |
| Matthias Hummitzsch           | 1949    |                           |       |                                  | Theaterschauspieler, Schauspieler am Theater der Bergarbeiter in Senftenberg |                                                    |
| Uwe-Detlev Jessen             | 1931    | Wismar                    | 2019  | Berlin                           | Theaterschauspieler, Schauspieler am Theater der Bergarbeiter in Senftenberg |                                                    |
| Melchior Junius               | 1545    | Wittenberg                | 1604  | Straßburg                        | Rhetoriker und Humanist, 1556 Pfarrer in Senftenberg |                                                    |
| Klaus-Dieter Klebsch          | 1949    |                           |       |                                  | Schauspieler und Synchronsprecher, Schauspieler am Theater der Bergarbeiter in Senftenberg |                                                    |
| Johann Hektor von Klettenberg | 1680    | Frankfurt am Main         | 1720  | Festung Königstein               | sogenannter Schwarzer Amtshauptmann von Senftenberg, gab sich bei August dem Starken als Goldmacher aus, wurde Amtshauptmann von Senftenberg |                                                    |
| Heinz Klevenow                | 1940    | Prag                      |       |                                  | Schauspieler und Intendant, vom 1. Dezember 1989 bis August 2004 eine Intendant der Neuen Bühne in Senftenberg, für seine Verdienste zum Ehrenmitglied ernannt |                                                    |
| Freya Klier                   | 1950    | Dresden                   |       |                                  | Autorin und Regisseurin, arbeitete als Schauspielerin am Theater der Bergarbeiter in Senftenberg |                                                    |
| Hans Friedrich von Knoch      | 1603    | Sollnitz                  | 1660  | Senftenberg                      | Mitglied der Fruchtbringenden Gesellschaft |                                                    |
| Julia-Maria Köhler            | 1978    | Finsterwalde              |       |                                  | Schauspielerin, in Senftenberg aufgewachsen, besuchte das Gymnasium in Senftenberg, spielte am Theater Neue Bühne in Senftenberg |                                                    |
| Juliane Korén                 | 1951    | Weimar                    | 2018  | Berlin                           | Schauspielerin, spielte am Theater Neue Bühne in Senftenberg |                                                    |
| Renate Krößner                | 1945    | Osterode am Harz          | 2020  | Mahlow                           | 1970/71 Schauspielerin am Theater der Bergarbeiter in Senftenberg |                                                    |
| Heinz Krüger                  | 1932    |                           | 2003  |                                  | Fußballspieler beim SC Aktivist Brieske-Senftenberg, ein Länderspiel für die DDR |                                                    |
| Gerhart Lampa                 | 1940    | Magdeburg                 | 2010  |                                  | Maler und Bildhauer, Direktor des Kreismuseums Senftenberg, Lehrauftrag für Gestaltung an der Fachhochschule Lausitz |                                                    |
| Christoph Lasius              | 1504    | Straßburg                 | 1572  | Senftenberg                      | evangelischer Theologe |                                                    |
| Sewan Latchinian              | 1961    | Leipzig                   |       |                                  | Schauspieler, Regisseur, Intendant der Neuen Bühnen Senftenberg |                                                    |
| Christina Lathan              | 1958    | Altdöbern                 |       |                                  | Leichtathletin, trainierte ab 1969 bei der SG Dynamo Senftenberg, Olympiasiegerin 1980 |                                                    |
| Rudolf Lehmann                | 1891    | Staßfurt                  | 1984  | Marburg                          | Historiker und Archivar, seit 1926 Studienrat am Reformrealgymnasium in Senftenberg, 1920 Vorstand der Niederlausitzer Gesellschaft für Geschichte und Altertumskunde, Vorsitzender von 1930 bis zur Auflösung 1945, verfasste zahlreiche Abhandlungen über die Niederlausitz           |                                                    |
| Heinz Lemanczyk               | 1934    | Poley                     |       |                                  | Fußballspieler beim SC Aktivist Brieske-Senftenberg von 1948 bis 1963, Nationalspieler der DDR |                                                    |
| Harald Lorscheider            | 1939    | Salzwedel                 | 2005  | Cottbus                          | Komponist, Kapellmeister an der Neuen Bühne in Senftenberg von 1992 bis 1993 |                                                    |
| Rochus zu Lynar               | 1525    | Marradi, Toskana          | 1596  | Dresden                          | Festungsbaumeister, (Um-)Bau der Festungsanlage |                                                    |
| Ronny Miersch                 | 1985    | Lauchhammer               |       |                                  | Schauspieler, aufgewachsen in Senftenberg |                                                    |
| Benno Mieth                   | 1925    | Teichhäuser               | 2011  | Weinsberg                        | Schauspieler, arbeitet am Theater der Bergarbeiter in Senftenberg |                                                    |
| Manfred Möck                  | 1959    | Sangerhausen              |       |                                  | Schauspieler, arbeitet am Theater der Bergarbeiter in Senftenberg |                                                    |
| Armin Mueller-Stahl           | 1930    | Tilsit                    |       |                                  | Schauspieler, Musiker, Maler und Schriftsteller |                                                    |
| Alfred Müller                 | 1926    | Berlin                    | 2010  | Berlin                           | Schauspieler, begann seine Karriere am Theater der Bergarbeiter in Senftenberg |                                                    |
| Erich Petraschk               | 1906    | Cottbus                   | 1981  | Senftenberg                      | Schauspieler, erhielt 1946 Engagement am Theater der Bergarbeiter Senftenberg, wo er fast 25 Jahre spielte, Ehrenmitglied der Spielstätte |                                                    |
| Ignaz Petschek                | 1857    | Kolín                     | 1934  | Aussig                           | böhmischer Bankier, Großkohlenhändler und Großindustrieller, übernahm 1927 die Aktienmehrheit bei der Ilse Bergbau AG, Senftenberg |                                                    |
| Hans Pfeiffer                 | 1895    | Johanngeorgenstadt        | 1968  | Zeesen                           | kommunistischer Politiker, 1945 in der Leitung der KPD in Senftenberg |                                                    |
| Jurij Pilk                    | 1858    | Göda                      | 1926  | Dresden                          | sorbischer Historiker, Heimatforscher, Musiker und Komponist, entdeckte sorbisches Sprachdenkmal (Eidesformel der Untertanen des Kursächsischen Amtes Senftenberg) |                                                    |
| Hans von Polenz               | 1380/85 | ?                         | 1437  | ?                                | Landvogt der Niederlausitz, Herr von Senftenberg |                                                    |
| Hans-Peter Reinecke           | 1941    | Magdeburg                 | 2005  | Berlin                           | Schauspieler, in den 1960er Jahren am Theater der Bergarbeiter in Senftenberg |                                                    |
| Dietmar Richter-Reinick       | 1935    | Berlin                    | 1997  | Berlin                           | Schauspieler, spielte am Theater der Bergarbeiter in Senftenberg |                                                    |
| Otto Rindt                    | 1906    | Apenrade                  | 1994  |                                  | Landschaftsarchitekt, geistiger Vater des Senftenberger Sees und des Lausitzer Seenlands |                                                    |
| Rolf Römer                    | 1935    | Königswinter              | 2000  | Berlin                           | Schauspieler, begann seine Karriere am Theater der Bergarbeiter in Senftenberg |                                                    |
| Ferenc Salmayer               | 1946    | Budapest                  |       |                                  | Tänzer, Choreograf und künstlerischer Leiter des Deutschen Fernsehballetts des MDR; tanzte am Theater der Bergarbeiter in Senftenberg |                                                    |
| Günter Särchen                | 1927    | Wittichenau               | 2004  | Hoyerswerda                      | katholischer Sozialpädagoge, Publizist und Wegbereiter der deutsch-polnischen Aussöhnung, besuchte von 1942 bis 1944 die Handelsschule in Senftenberg |                                                    |
| Ernst Sauer                   | 1923    | Dresden                   | 1988  | Senftenberg                      | Bildhauer, lebte in Senftenberg, zahlreiche Werke von ihm sind hier aufgestellt |                                                    |
| Wolfgang Schaller             | 1951    | Schwerin                  |       |                                  | Theaterregisseur, war Oberspielleiter am Theater der Bergarbeiter in Senftenberg |                                                    |
| Horst Schönemann              | 1927    | Elberfeld                 | 2002  | Dresden                          | Schauspieler und Oberspielleiter am Theater der Bergarbeiter in Senftenberg |                                                    |
| Günter Schubert               | 1938    | Weißwasser                | 2008  | Berlin                           | Schauspieler, spielte am Theater der Bergarbeiter in Senftenberg |                                                    |
| Gerlind Schulze               | 1941    | Walddrehna                |       |                                  | Schauspielerin, spielte am Theater der Bergarbeiter in Senftenberg |                                                    |
| Sebastian Schuppan            | 1986    | Lauchhammer               |       |                                  | Fußballspieler beim FSV Glückauf Brieske-Senftenberg, Stationen bei Energie Cottbus, SC Paderborn 07 und Dynamo Dresden |                                                    |
| Herbert Scurla                | 1905    | Großräschen               | 1981  | Kolkwitz                         | Volkswirt und Schriftsteller, besuchte Gymnasium in Senftenberg, 1923 Abitur |                                                    |
| Roland Sessner                | 1946    | Halle (Saale)             |       |                                  | Mathematiker, Hochschullehrer und Politiker (CDU); von 1991 bis 1995 war er zunächst Gründungsrektor, dann erster gewählter Rektor der Fachhochschule Lausitz; von 1990 bis 1994 Abgeordneter des Brandenburger Landtages für Wahlkreis Senftenberg I                                   |                                                    |
| Friedo Solter                 | 1932    | Reppen                    |       |                                  | Schauspieler, spielte am Theater der Bergarbeiter in Senftenberg |                                                    |
| Gunter Sonneson               | 1943    | Lauchhammer               |       |                                  | Schauspieler, spielte am Theater der Bergarbeiter in Senftenberg |                                                    |
| Manuel Soubeyrand             | 1957    | Köln                      | 2022  | Berlin                           | Intendant der Neuen Bühnen Senftenberg |                                                    |
| Alexander Sternberg           | 1973    | Wiesbaden                 |       |                                  | Schauspieler, spielte am Theater Neue Bühne in Senftenberg |                                                    |
| Johann Stössel                | 1524    | Kitzingen                 | 1576  | Senftenberg                      | evangelischer Theologe und Reformator |                                                    |
| Erwin Strittmatter            | 1912    | Spremberg                 | 1994  | Schulzenhof bei Dollgow/Stechlin | Schriftsteller arbeitete als Zeitungsredakteur in Senftenberg | Konstantin Fedin, Erwin Strittmatter, Anna Seghers |
| Lissy Tempelhof               | 1929    | Berlin                    | 2017  | Berlin                           | Schauspielerin, begann 1953 als Souffleuse am Theater der Bergarbeiter in Senftenberg, später auch als Schauspielerin tätig |                                                    |
| Ulrich Thein                  | 1930    | Braunschweig              | 1995  | Berlin                           | Schauspieler und Regisseur am Theater der Bergarbeiter in Senftenberg |                                                    |
| Jochen Trinckauf              | 1953    | Leipzig                   |       |                                  | Verkehrsingenieur und Inhaber des Lehrstuhls für Verkehrssicherungstechnik an der Fakultät Verkehrswissenschaften „Friedrich List“ der Technischen Universität Dresden Von 1984 bis 1990 arbeitete Trinckauf als Entwicklungsingenieur für Werkbahnen im Braunkohlekombinat Senftenberg |                                                    |
| Werner Walde                  | 1926    | Döbeln                    | 2010  |                                  | erster Sekretär der SED-Bezirksleitung, ab 1961 bis 1964 erster Sekretär der SED-Kreisleitung Senftenberg und Kreistagsabgeordneter | Werner Walde                                       |
| Hans Waldmann                 | 1928    | Schilda                   |       |                                  | Abgeordneter der Volkskammer, Generaldirektor der VVB Braunkohle in Senftenberg |                                                    |
| Caspar Vogt von Wierandt      |         |                           | 1560  | Dresden                          | sächsischer Festungsbaumeister, baute von 1542 bis 1544 die mittelalterliche Burg in Senftenberg zu einer vierflügligen Schlossanlage aus |                                                    |